# Melodija
Melodija (iz starogrščine μελος - pesem, ωδη - oda, napev), je zaporedje tonov različnih višin, pogosto pa tudi različnih trajanj, ki tvorijo prepoznavno in smiselno glasbeno celoto, lahko pa tudi témo. V nasprotju z akordom, kjer več tonov zveni hkrati in tvori harmonsko (vertikalno) strukturo v glasbi, je melodija horizontalni element.
Zgodovinsko sodi melodija med prvotne oblike ljudske in umetne glasbe zahodnega sveta. Glede na istočasnost pojavljanja melodije v glasbenem delu ločimo pojme:
- monofonija (enoglasje; glasbeno delo z eno samo melodijo, brez spremljave)
- polifonija (večglasje; glasbeno delo z več samostojnimi melodijami, ki zvenijo hkrati)
- homofonija (enoglasje, podprto s harmonsko spremljavo)

Glavni elementi melodije so: višina tonov, notne vrednosti (trajanje tonov), barva zvoka in glasnost. Glede na to je prepoznavna po intervalih med toni, ritmičnih značilnostih, tempu in tudi po instrumentu, ki jo izvaja. Melodija v sebi skriva tudi latentno harmonijo (ali pa več harmonskih možnosti) , s katero jo lahko podpremo. Na podlagi znanja o harmoniji lahko iz ene melodije napravimo homofono ali polifono glasbeno delo.
V vseh kulturah in obdobjih se horizontalni glasbeni elementi, ki tvorijo melodijo, delijo tudi na manjše tematske dele ali glasbene téme, ki jih skladatelji v posamezni skladbi večkrat uporabijo in ponovijo. V monofonem smislu se lahko melodija javlja z različnimi kompozicijskimi postopki:
- imitacija (posnemanje melodije, ustvarjanje enake ali pa samo podobne melodije; ekstrem je tako imenovana tehnika odtujitve, kjer v vseh pogledih spremenimo temo, da je komaj prepoznavna)
- avgmentacija in diminucija (spreminjamo dolžino trajanja tonov - skrajšujemo ali podaljšujemo)
- vrste inverzij (tone preslikamo čez poljubno horizontalno ali vertikalno os)
- transpozicija (intervali med toni so enaki, melodija zveni višje ali nižje)